# Eva Tichy
Eva Tichy (* 1951 in Marburg) ist eine deutsche Indogermanistin. Sie ist emeritierte Professorin der Albert-Ludwigs-Universität Freiburg.

## Leben
Mit einer Arbeit über Onomatopoetische Verbalbildungen des Griechischen wurde Tichy 1981 bei Karl Hoffmann an der Universität Erlangen zum Dr. phil. promoviert. An der Philipps-Universität Marburg habilitierte sie sich 1989 mit der Schrift Die Nomina agentis auf -tar- im Vedischen. Als Nachfolgerin von Helmut Rix wurde sie 1993 auf den Lehrstuhl für Indogermanistik der Albert-Ludwigs-Universität Freiburg im Breisgau berufen. Ab 2008 leitete sie ein Forschungsprojekt zur Ilias diachronica. Im März 2017 wurde sie emeritiert.
Ihre Arbeitsgebiete in der indogermanische Sprachwissenschaft sind speziell die Indoiranistik (Morphologie und Syntax des Vedischen und Avestischen), die historische Grammatik des Griechischen (besonders der Sprache Homers), die Syntax und Morphologie des indogermanischen Verbums (besonders Aspekt, Aktionsart, Modi) sowie die Nominalmorphologie (Flexionstypen, interne Derivation). Auch auf dem Feld der allgemeinen Sprachwissenschaft befasst sie sich mit den Themen Verbalaspekt und Aktionsart, besonders im Rahmen von Erzählstrukturen, sowie mit Modi und Modussystemen.
In ihrem Projekt zur Ilias diachronica geht Tichy im Anschluss an den norwegischen Klassischen Philologen Nils Berg von der These aus, dass der daktylische Hexameter des Epos aus einem katalektischen choriambischen Tetrameter von 15 Silben entstanden sei, und versucht am Text der Ilias zu zeigen, dass ein diachroner Unterschied zwischen älteren fünfzehnsilbigen Versen und jüngeren Hexametern originär ionischen Ursprungs besteht.

## Schriften
- Onomatopoetische Verbalbildungen des Griechischen. Wien 1983, ISBN 3-7001-0559-2.
- Die Nomina agentis auf „tar“ im Vedischen. Heidelberg 1995, ISBN 3-8253-0127-3.
- Indogermanistisches Grundwissen für Studierende sprachwissenschaftlicher Disziplinen. Bremen 2000, ISBN 3-934106-14-5.
- Der Konjunktiv und seine Nachbarkategorien. Studien zum indogermanischen Verbum, ausgehend von der älteren vedischen Prosa. Bremen 2006, ISBN 3-934106-48-X.
- Älter als der Hexameter? Schiffskatalog, Troerkatalog und vier Einzelszenen der Ilias. Hempen, Bremen 2010. – Rezension von Martin Litchfield West, Kratylos 56, 2011, S. 156–163.
- Kleine Schriften. Hrsg. von Axel Metzger. Hempen, Bremen 2018.
- Ilias diachronica. Sprachgeschichtliche Textbearbeitung und unitarische Analyse. Vandenhoeck and Ruprecht, Göttingen 2024, ISBN 978-3-525-30295-8. – Rezension von Éric Dieu, Bryn Mawr Classical Review 2025.07.35